# Listrac-de-Durèze
 Listrac-de-Durèze  es una población y comuna francesa, situada en la región de Aquitania, departamento de Gironda, en el distrito de Langon y cantón de Pellegrue.

## Demografía
| 119 | 110 | 115 | 92 | 111 | 113 |
| Para los censos de 1962 a 1999 la población legal corresponde a la población sin duplicidades (Fuente: INSEE [Consultar]) |     |     |    |     |     |